# 鱼吕之乱
鱼吕之乱是《朝鮮王朝實錄》记载，发生于明朝永乐十九年（1421年），明成祖大肆屠杀殘害2800入宫女人的案件。事涉宮闈、指斥乘輿，在中国史籍中很难找到详细的记载。事实上，继永樂皇帝之后登基的皇帝很不愿意将这个故事告诉朝鲜。同时，中国和帖木儿帝国使者资料对涉及的同一背景事件，与《朝鮮王朝實錄》记载相反。有韩国研究者指，虽然很难相信《朝鮮王朝實錄》中故意记载了虚假信息，但可以认为朝鲜是在事件发生15年后才得知这一事实，而且据信这也是史官一边回忆当时的情况，一边记录金黑老人口述的内容的结果，因此认为存在夸大和错误的情况。。朱棣做了皇帝之后，大规模篡改史料。凌遲殺害了史官葉惠仲。其中，《明太祖实录》重修了两次，《永乐实录》受其全盘监控。“屠杀三千宫人事件”在永乐官方档案中没有记载，正是这个缘故。有中国研究者称之为“传说”:34。

## 賈呂、吕婕妤案
明成祖宫人、商贾之女呂氏（称賈呂）因與朝鲜贡女出身的吕婕妤同姓，欲結好。吕婕妤不從，賈呂便蓄谋构陷。永乐八年（1410年），明成祖宠妃权贤妃逝世。永乐十一年（1413年），賈呂誣告吕婕妤點毒藥於茶進之，毒杀权贤妃。明成祖大怒，虐杀吕婕妤及宮人、宦官數百餘人。

## 事件经过
永乐十八年（1420年），明成祖宠爱的王贵妃逝世。明成祖对王氏的逝世“甚痛悼，遂病風喪心，自後處事錯謬”。此时，賈呂與宮人魚氏私通宦者。明成祖查觉此事，依旧宠爱二人。但二人因自懼縊死。韩国研究者依据喻賢妃逝世时间（永乐十九年三月廿二），喻、鱼同音，认为朝鲜方面误记她为魚氏。
明成祖为鱼吕二人自杀大怒。因事起賈呂，逐审问賈呂的侍婢，皆誣服云：「欲行弑逆。」事件連坐者达到二千八百人，明成祖皆親臨監視執行凌遲。有人责骂明成祖，曰：「自家陽衰，故私年少寺人，何咎之有？」后来，明成祖命画工画下賈呂與小宦相抱之狀，欲令後世見之，然而思念魚氏不置，下令藏於壽陵之側。其子明仁宗继位后，掘棄之。《明太宗实录》里也承认，“上晚年有疾，间或急怒，宫人惧谴”有中国研究者指出，明成祖凌迟处死数千宫女与明代文献所记明太祖朱元璋因乱宫剝皮处死数千宫人的说法类似。:34。
鱼吕之乱初起时，出身朝鲜贡女的诸多妃嫔中，任顺妃、鄭氏自經而死，黃氏、李昭仪被鞫處斬。当时，黃氏援引他人甚多，李昭仪曰：「等死耳，何引他人爲？我當獨死。」終不誣一人而死。崔美人因在南京，获免。韩丽妃被“幽閉空室，不給飮食者累日，守門宦者哀之，或時置食於門內，故得不死。然其從婢皆逮死，乳媪金黑亦繫獄，事定乃特赦之”。
鱼吕之乱正盛之时，即永乐十九年四月初八日（1421年5月23日:134），北京皇宫中的奉天、華蓋、謹身三殿俱燼。宮中皆喜以爲：「帝必懼天變，止誅戮。」然而，明成祖不以爲戒，恣行誅戮。《明实录》记载中，明成祖对此次火灾相当关切。5月25日（四月壬寅日）发布敕書，5月28日（四月乙巳日）发布诏书，以求挽回天意民心。群臣多言遷都北京非便，明成祖大怒，竟凌遲殺害礼部主事蕭儀。6月7日（四月二十四日），朱棣又发布了一道诏书：《禁谤讪敕》，声明直言诏书的目的“无非欲闻朕过及知军民疾苦”，“奈何言者其中多涉讥侮谤讪及告诉之词，而与朝廷政务及军民休戚略不相干”。“讥侮谤讪”含有讽刺、诽谤之意，“告诉之词”则是控告和诉讼的内容，都涉及诽谤罪的范围，因此，朱棣是以诏书的形式来界定那些上书者是借着提意见的机会诽谤政府、攻击朝廷，并且明确规定以后有人再敢这么干，“治罪不饶！”
帖木儿帝国使者在《沙哈鲁遣使中国记》中所记，1420年12月23日，參觀了明朝朝廷凌遲眾人後焚屍場面。那里为每个罪犯都专设一名行刑手(不包括学徒的行刑人，他帮助其师)。那里不像我们之中一样仅有唯一的一名刽子手，而是刽子手与受刑人的数目一样多。最后，受难者的身体仅剩一堆彻底刮过的骨头以及一大堆经过仔细切剁的肉馅了。最后，整个这具发出恶臭的死尸都用车运往北京城外，并抛在某一已被遗弃的采石场中。4月8日，使臣受賜後返回他們的寓所，被通知皇帝的一個寵妃剛好死了，因為居喪，不能再見到皇帝。宠妃是否是4月20日（三月廿二日）逝世的喻賢妃，无从考证。中国宫廷中的习惯是在一切准备工作之后才发丧诏。所以，众百姓只是在举行殡葬的前夕(154)(5月23日星期一)才获知宠妃死亡的消息。四月初八日（5月23日），明廷宣布，次日安葬宠妃。当日晚间，北京皇宫即发生火灾。过火面积“二百五十㖊”，“烧死了很多男人和女人”。那日，明成祖和他的廷臣不在北京城中，因为据他们的异端信条，那天是一个黄道吉日。事后，朝廷專門接待他們的人對他們說明成祖悲痛地到寺庙，极为紧迫地祈祷，说：“天帝怒我，故此焚我宫室；虽则我未作恶事；即未不孝父母，又未横施暴虐！”（成祖罪己詔內容）明成祖因此事病倒后，由儿子朱高熾“登临朝见殿”:134—135。使臣們1421年5月19日离开北京。這段期間，使臣都由明廷"数名年轻的、专心致志和惹人喜欢的""寺人"接待，自然無朝鮮同籍宦官一樣的內幕消息。

## 后续
1424年8月，明成祖逝世。韩丽妃、崔美人按例殉葬。11月29日，朝鲜世宗在便殿宴慰赴京皇親任添年（任顺妃父）、韓確（韩丽妃弟）、崔得霏（崔美人父）等人。明朝使臣言：「前後選獻韓氏等女，皆殉大行皇帝[明成祖]。」
韩丽妃殉葬前，她曾向继位的明仁宗请求允许乳媪金黑归国。明仁宗欲送還金黑，宮中諸女秀才曰：「近日魚、呂之亂，曠古所無。朝鮮國大君賢，中國亞匹也。且古書有之，初佛之排布諸國也，朝鮮幾爲中華，以一小故，不得爲中華。又遼東以東，前世屬朝鮮，今若得之，中國不得抗衡必矣。如此之亂，不可使知之。」明仁宗召见原籍朝鲜的宦官尹鳳，仁宗問曰：「欲還金黑，恐洩近日事也，如何？」尹鳳曰：「人各有心，奴何敢知之？」遂不送金黑，特封爲恭人。尹鳳奉使朝鲜，粗傳事件梗槪。明仁宗很快死亡。韓氏卒後, 金黑日侍太皇太后, 待遇甚厚, 賜與無數。 一日, 白太皇太后曰: ‘年老蒙恩甚厚, 但欲還鄕。’ 太后許諾命還。 仍請竝還執饌、唱歌婢, 后曰: ‘初不知來在也。’ 仍命竝還。是金黑之返國,乃因太皇太后張氏仁宗后關照之故,英宗即位甫九齡,后實操國柄,故黑以侍從之私得邀其遣也。1435年，宣德帝死亡，金黑回到朝鲜，朝鲜朝廷方面乃得其詳。6月7日（四月廿八日），朝鮮世宗命都承旨辛引孫，往議于承文院提調黃喜、許稠：「一。執饌婢子之來，太皇太后厚慰遣之。今使臣回，太后憐恤本國之意，開說何如？一。大抵宮禁之事，秘密爲貴，今出來婢子等，不無輕說。若漏洩，則言者問者，竝皆科罪何如？」喜、稠等議曰：「皆倚上敎。」傳旨禮曹：「宮禁之事，所當秘密。今出來婢子等，久居中朝，凡禁掖之事，習見詳知，脫有親舊問宮禁事，無識婢子輩，不顧大體，悉以告之，則有乖謹密之意，令使婢等毋得開說，他人毋得訪問。如或漏洩見露，則問者言者及傳說者，竝置重法。」

## 备注
1. ↑  永乐十九年四月初八日（1421年5月23日[1]:134），北京皇宫中的奉天、華蓋、謹身三殿火灾。《朝鮮王朝實錄》记“明成祖不以爲戒，恣行誅戮[2]”。《明实录》[3]、《沙哈鲁遣使中国记》[1]:135记载内容相反，明成祖有明确的反省。
2. ↑  《朝鮮王朝實錄》中有“賈人子呂氏入皇帝宮中，與本國呂氏[吕婕妤]以同姓”一句[2]。故有文章视賈呂、吕婕妤同为朝鲜半岛出身[7]。韩国研究者指出，賈呂应该是中国人，与朝鲜并无关系[4]。